# Mission: Impossible - The Final Reckoning
Série Mission impossible
Mission impossible Dead Reckoning
(2023)
Pour plus de détails, voir Fiche technique et Distribution.
Mission: Impossible - The Final Reckoning, ou Mission: Impossible - Bilan final au Canada, est un film d'action américain réalisé par Christopher McQuarrie et sorti en 2025.
Initialement intitulé Mission: Impossible – Dead Reckoning Part Two, le film est annoncé en novembre 2024 sous le titre Mission Impossible - The Final Reckoning. Il est la suite directe de Mission: Impossible - Dead Reckoning.
L'intrigue se déroule deux mois après les événements du film précédent. Ethan Hunt a réussi à récupérer une clé cruciforme capable de trouver le code source de l'intelligence artificielle appelée « l'Entité » dans le sous-marin russe le Sebastopol, disparu sous la mer. Alors que Gabriel, son ennemi juré, fait pression sur lui pour récupérer le matériel lui permettant de contrôler l'Entité et de rebâtir le monde à son image, Hunt, accompagné de son équipe de la FMI, se lance dans la mission la plus périlleuse de sa vie, qui lui demandera beaucoup de sacrifices.
Prévu à l'origine pour être tourné en simultané avec le précédent volet, le film connait des retards notamment en raison de la grève SAG-AFTRA 2023. Le film est présenté « hors compétition » au festival de Cannes 2025, en avant-première le 14 mai 2025, soit une semaine avant sa sortie nationale.

## Synopsis
Deux mois après avoir échappé à la capture dans les Alpes autrichiennes, l'agent de la Force Mission Impossible Ethan Hunt reste caché alors que l'intelligence artificielle connue sous le nom de « L'Entité » se révèle au monde, provoquant une panique généralisée, des troubles civils et la loi martiale. L'entité fait l'objet d'un culte de personnes surnommées les « acolytes », persuadés que l'intelligence artificielle reconstruira la civilisation après l'apocalypse. La présidente des États-Unis, Erika Sloane, ancienne directrice de la CIA, appelle Hunt à se rendre ainsi que la clé cruciforme en sa possession, qui déverrouille le code source original de l'entité stocké dans une chambre à l'intérieur du sous-marin russe coulé en 2012, le Sébastopol.
À Londres, Ethan Hunt retrouve les membres de son équipe Benji Dunn et Luther Stickell, qui souffre d'une maladie en phase terminale. Luther a créé un virus spécialisé, la "pilule empoisonnée", qui peut neutraliser l'entité lorsqu'il est intégré à son code source. L'équipe décide de localiser Gabriel, la liaison humaine de l'Entité, qui pourrait les aider à trouver le Sébastopol. Ethan et Benji sauvent l'ancienne sbire de Gabriel, Paris, d'une prison autrichienne et parviennent à convaincre l'agent Degas de les rejoindre.
À l'ambassade des États-Unis, Hunt retrouve Grace, ancienne voleuse travaillant maintenant en tant qu'agent, qui a été envoyée par le directeur de la CIA, Eugene Kittridge, pour le capturer. Au lieu de cela, ils unissent leurs forces pour traquer Gabriel, qui finit par les capturer et les torturer. Gabriel révèle que Hunt a contribué involontairement à la création de l'Entité des années plus tôt en volant un prototype d'arme nommée "La Patte de Lapin" dans un laboratoire de Shanghai pour sauver sa femme de l'époque Julia, prisonnière du trafiquant d'armes Owen Davian. Après s'être échappé, Hunt utilise le dispositif de communication de Gabriel pour communiquer avec l'Entité, qui révèle ses plans pour prendre le contrôle des arsenaux nucléaires du monde en quatre jours, se considérant comme un être divin. Armé de connaissances provenant des visions de l'Entité, Ethan élabore un plan désespéré pour l'arrêter une fois pour toutes.
Rejeté par l'Entité après avoir perdu la clé cruciforme et cherchant à la contrôler par lui-même, Gabriel vole la pilule empoisonnée de Luther et plante un dispositif nucléaire dans les tunnels où Stickell travaille. Luther reste derrière pour désarmer la bombe, sachant que cela lui coûtera la vie. Réalisant que Luther est menacé, Hunt quitte l'équipe, en confiant sa direction à Benji, et retrouve Luther. Il essaie de libérer son ami, mais ce dernier lui fait comprendre qu'il est trop tard et qu'il doit continuer son combat contre l'Entité sans lui. Hunt fait ses adieux à Luther, tué dans l'explosion de la bombe, et se rend aux autorités américaines.
Ethan Hunt est transporté à l'installation militaire de Mount Weather en Virginie par l'agent Jasper Briggs, qui se révèle être le fils de Jim Phelps, l'ancien chef d'équipe de Hunt. À Mount Weather, Hunt apprend que l'Entité a pris le contrôle des arsenaux nucléaires de l'Inde, d'Israël, du Pakistan, de la Corée du Nord et de la France. Hunt supplie la présidente Sloane et son cabinet de sécurité de lui permettre de détruire l'entité plutôt que d'essayer de la contrôler, alors qu'ils apprennent que le Royaume-Uni vient également de perdre le contrôle de son arsenal. Bien que le cabinet s'oppose à son plan, Sloane autorise secrètement Hunt à continuer, le dirigeant vers le porte-avions USS George H. W. Bush, qui est engagé dans une confrontation larvée avec le porte-aéronefs Amiral Kouznetsov au nord de l'océan Pacifique.
Ethan Hunt présente son plan à la contre-amirale Neely à bord du porte-avions, qui accepte de l'envoyer retrouver l'USS Ohio, un sous-marin nucléaire en plongée silencieuse. À bord, Hunt demande au capitaine Bledsoe de l'emmener derrière les lignes ennemies à l'emplacement du Sébastopol dès que les coordonnées seront connues. Pendant ce temps, l'équipe de Benji se rend sur l'île Saint-Matthieu dans la mer de Béring, qui abrite une base SOSUS de l'époque de la guerre froide qui pourrait fournir les coordonnées du Sébastopol. Là, ils rencontrent l'ancien analyste de cybersécurité de la CIA William Donloe, qui a été exilé sur l'île trente ans plus tôt à la suite de l'infiltration de Hunt au siège de la CIA, et la femme inuite de Donloe, Tapeesa. Les forces spéciales russes occupent déjà des parties de l'île, à la recherche également de l'emplacement du sous-marin. Donloe révèle qu'il a mis en garde la communauté du renseignement au sujet de l'entité pendant des années et que les enregistrements du naufrage du Sébastopol ont été délibérément dissimulés par le directeur du renseignement national Denlinger des années auparavant, mais qu'il a mémorisé les coordonnées. Alors qu'une fusillade éclate entre les Russes et l'équipe de Benji, Donloe transmet les coordonnées à Hunt à bord du sous-marin de Bledsoe.
Sur le sous-marin, Hunt est attaqué par le soldat Hagar qui s'avère être un fanatique de l'Entité. Après avoir neutralisé Hagar, la soldate Kodiak fournit à Hunt une combinaison de plongée profonde, et alors qu'ils sont poursuivis par le Belgorod, un sous-marin russe, Hunt quitte le sous-marin en déplacement. À bord du Sébastopol, il récupère un disque dur appelé Podkova qui contient le code source de l'entité. Hunt s'échappe ensuite par un Tube lance-torpilles alors que l'épave du sous-marin, déplacée par ses actions pour récupérer le Podkova, glisse vers les profondeurs de l'océan. Devant quitter sa combinaison de plongée pour sortir du sous-marin, il se noie en nageant vers la surface. Grace et Tapeesa, qui ont récupéré les coordonnées du sous-marin, le sauvent et le réaniment à l'aide d'une chambre de décompression. Hunt retrouve l'équipe et rencontre Donloe, qui révèle qu'avec le temps, il lui est devenu reconnaissant pour son exil sur l'île, car il n'aurait pas rencontré sa femme ainsi que le foyer qui lui a permis de trouver la paix dans sa vie.
Pendant ce temps, l'Entité prend le contrôle des arsenaux nucléaires de la Chine et de la Russie, ciblant l'arsenal des États-Unis en dernier. Alors que l'entité prend progressivement le contrôle, l'équipe de Hunt se rend au centre de données connu sur le surnom de « Bunker de l'Apocalypse » en Afrique du Sud - une installation sécurisée conçue pour préserver les connaissances humaines qui, selon l'Entité, lui offriront une sécurité pendant le conflit nucléaire. Sur le site, ils voient Gabriel, qui a installé une bombe nucléaire, et sont interceptés par Kittridge et Briggs, qui demandent à Hunt de leur céder le disque dur. Dans la confrontation qui s'ensuit, Gabriel s'échappe sur un biplan avec la pilule empoisonnée, Benji est gravement blessé et la minuterie de la bombe est activée.
Alors que le compte à rebours de quatre jours touche à sa fin, les conseillers de la présidente Sloane recommandent de lancer des frappes préventives contre tous les pays ayant des arsenaux sous le contrôle de l'Entité, visant ainsi Paris, New Delhi, Islamabad, Moscou, Londres, Pékin, Tel-Aviv et Pyongyang. Ils recommandent également une frappe sacrificielle contre une ville américaine non identifiée, en geste diplomatique. Sloane ordonne plutôt que l'arsenal nucléaire américain soit mis hors ligne pour empêcher l'Entité de prendre le contrôle, mais l'opération est retardée par l'exécution d'un des agents de la sécurité présidentielle désapprouvant la présidente et essayant de la tuer, Sloane ne devant la vie qu'au sacrifice du général Sydney. L'Entité prend ainsi le contrôle, retenant le lancement uniquement jusqu'à ce qu'elle puisse assurer sa sécurité dans le Bunker de l'Apocalypse.
Hunt poursuit Gabriel en s'accrochant au biplan d'un homme de main de son ennemi. Après avoir atteint l'avion de Gabriel, une lutte aérienne s'en suit. Hunt finit par prendre l'avantage et récupère la pilule empoisonnée, alors que Gabriel meurt lorsque sa tête heurte le gouvernail de l'avion. Pendant ce temps, Grace prépare un piège pour capturer l'Entité, tandis que Paris effectue une intervention chirurgicale d'urgence sur Benji. Donloe, Tapeesa et Degas travaillent à réduire la puissance de la bombe, découvrant qu'ils pourraient survivre s'ils peuvent atteindre le blindage protecteur de la salle des serveurs.
Hunt combine le disque dur à la pilule empoisonnée, permettant à Grace de télécharger l'Entité dans un lecteur isolé conçu par Luther. Les réseaux électriques du monde sont temporairement éteints et les arsenaux nucléaires sont désactivés, évitant ainsi l'apocalypse. Donloe, Tapeesa et Degas parviennent à atteindre la salle des serveurs avant l'explosion de la bombe. Une fois que Hunt a combiné le lecteur et la pilule empoisonnée, un message d'adieu posthume de Luther se fait entendre, puis le lecteur s'autodétruit.
Kittridge et Briggs récupèrent Hunt, mais Kittridge ne peut qu'exprimer son dépit face au disque dur endommagé, réalisant qu'il ne pourra jamais contrôler l'Entité. Briggs, de son côté, fait la paix avec Hunt, lui pardonnant la mort de son père. Quelque temps plus tard, l'équipe se réunit à Londres. Benji s'est remis de ses blessures. Grace présente à Hunt le lecteur contenant l'Entité piégée et neutralisée, qu'elle lui donne. Dans ce monde sauvé de la destruction, les membres de l'équipe se séparent.

## Fiche technique
Sauf indication contraire, les informations mentionnées dans cette section peuvent être confirmées par les bases de données cinématographiques IMDb et Allociné,  présentes dans la section « Liens externes ».
- Titre original et français : Mission: Impossible - The Final Reckoning[2]
- Titre québécois : Mission : Impossible - Bilan final
- Réalisation : Christopher McQuarrie
- Scénario : Erik Jendresen et Christopher McQuarrie, d'après la série télévisée Mission impossible de Bruce Geller
- Musique : Max Aruj et Alfie Godfrey, (thème original composé par Lalo Schifrin)
- Direction artistique : Anthony Caron-Delion, Matt Gray, Matt Sharp, Cecelia van Straaten et Tom Weaving
- Décors : Gary Freeman
- Costumes : Jill Taylor
- Photographie : Fraser Taggart
- Montage : Eddie Hamilton
- Production : Tom Cruise et Christopher McQuarrie
  - Production déléguée : Chris Brock, David Ellison, Dana Goldberg, Tommy Gormley, Don Granger et Susan E. Novick
  - Coproductrice : Gina Hallas
- Sociétés de production : Paramount Pictures et Skydance Media
- Société de distribution : Paramount Pictures
- Budget : 400 millions de dollars[3]
- Pays de production :  États-Unis
- Langues originales : anglais, français et langues inuites
- Format : couleur - Digital - 2,39:1 (Panavision) - son Dolby Atmos
- Genre : action, aventure, espionnage, thriller
- Durée : 169 minutes[4]
- Dates de sortie[5] :
  - France : 14 mai 2025 (festival de Cannes) ; 21 mai 2025 (sortie nationale)
  - États-Unis, Canada : 23 mai 2025

## Distribution
- Tom Cruise (VF : Jean-Philippe Puymartin) : Ethan Hunt
- Hayley Atwell (VF : France Renard) : Grace
- Ving Rhames (VF : Saïd Amadis) : Luther Stickell
- Simon Pegg (VF : Cédric Dumond) : Benji Dunn
- Esai Morales (VF : Bernard Gabay) : Gabriel
- Pom Klementieff (VF : elle-même) : Paris
- Henry Czerny (VF : Daniel Nicodème) : directeur Eugene Kittridge de la CIA
- Angela Bassett (VF : Maïk Darah) : Erika Sloane, présidente des États-Unis
- Holt McCallany (VF : Guillaume Orsat) : secrétaire à la Défense Serling Bernstein
- Janet McTeer : secrétaire d'État Walters
- Nick Offerman (VF : Bernard Métraux) : général Sydney, chef d'état-major des armées
- Hannah Waddingham (VF : Daria Levannier) : contre-amirale Neely, commandante du Carrier strike group 10 de l'USS Georges Washington
- Tramell Tillman (VF : Elias Changuel) : capitaine Jack Bledsoe du sous-marin USS Ohio
- Shea Whigham (VF : Loïc Houdré) : agent Jasper Briggs / Jim Phelps Jr de la CIA
- Greg Tarzan Davis (VF : Namakan Koné) :  agent Theo Degas de la CIA
- Charles Parnell (VF : Frantz Confiac) : directeur Richards du NRO
- Mark Gatiss : directeur Angstrom de la NSA
- Rolf Saxon (VF : Frédéric van den Driessche) : William Donloe
- Lucy Tulugarjuk : Tapeesa Donloe
- Pasha D. Lychnikoff : capitaine Koltsov, commandant du Groupe Alpha des Spetnaz
- Tommy Earl Jenkins : colonel Burdick, adjoint du général Sydney
- Katy O'Brian (VF : Fanny Bloc) : soldat Kodiak
- Stephen Oyoung : soldat Pills
- Cary Elwes (VF : Éric Herson-Macarel) : Denlinger, directeur du renseignement national (flash-back et voix)
- Rob Delaney (VF : Emmanuel Curtil) : vice-amiral du JSOC (voix)
- Indira Varma (VF : Claire Guyot) : directrice de la DIA (voix)

## Production

### Genèse et développement
En janvier 2019, Tom Cruise annonce que les 7e et 8e films de la franchise seront tournés en simultané. La sortie des deux films, écrits et réalisés par Christopher McQuarrie, sont alors annoncées pour le 23 juillet 2021 et le 5 août 2022,.

### Titre

Logo avec le titre Part 2 initialement prévu.

En octobre 2023, le sous-titre initialement prévu, Dead Reckoning Part Two, est abandonné sans explication. De plus, en janvier 2024, il est précisé que la mention « partie 1 » du titre du 7e film est retirée. Cela fait probablement écho à sa faible performance au box office - 567 millions de dollars ; en partie causée par sa sortie une semaine avant les phénomènes Barbie et Oppenheimer.
Le film est donc rebaptisé officiellement, quelques mois après sa sortie, Mission: Impossible - Dead Reckoning,.
Finalement, il est annoncé le 11 novembre 2024 grâce à une bande-annonce que le film s'intitule Mission: Impossible - The Final Reckoning.

### Attribution des rôles
En février 2019, l'actrice Rebecca Ferguson confirme son retour seulement sur le 7e volet, alors que Hayley Atwell et Pom Klementieff sont annoncées en septembre suivant,. En décembre 2019, Simon Pegg confirme à son tour sa présence alors que Shea Whigham rejoint la distribution,. Il est ensuite annoncé qu'il pourrait s'agir du dernier film de Tom Cruise dans le rôle d'Ethan Hunt. Nicholas Hoult est annoncé en janvier 2020, alors que le retour de Henry Czerny, interprète d'Eugene Kittridge dans le premier film, est confirmé,. Vanessa Kirby annonce ensuite qu'elle sera de retour dans les deux nouveaux films. Finalement, en raison d'un conflit d'emploi du temps, Nicholas Hoult est remplacé par Esai Morales dans les deux films.
En mars 2023, il est révélé que Rolf Saxon va reprendre son rôle de William Donloe du premier film.
En mars 2024, Katy O’Brian rejoint le casting.

### Tournage
Ce 8e volet devait initialement être tourné en simultané (back-to-back en anglais) avec le précédent film. Cependant, en février 2021, il est annoncé que le tournage de ce 8e film sera indépendant. En novembre 2021, il est précisé que Christopher McQuarrie retravaille encore le script. Les prises de vues débutent plus tard dans le mois. Il se déroule au Royaume-Uni (Longcross Studios, Lake District), ainsi qu'à Malte, Afrique du Sud et la Norvège. En décembre 2022, il est annoncé que le tournage britannique est terminé. L'équipe se rend ensuite dans les Pouilles pour des prises de vues à bord de l'USS George H. W. Bush.
Il est initialement annoncé que la grève des scénaristes de la Writers Guild of America n'aura pas d'impact sur le film,. Cependant, en juin 2023, il est précisé que le tournage est arrêté en raison de la grève et que seulement 40 % du film a été tourné. À cette grève s'ajoute celle des acteurs et actrices lancée le 13 juillet 2023.
Après la fin de la grève, le tournage a pu reprendre en mars 2024, mais la sortie du film est repoussée en 2025.

## Sortie et accueil
En France, le site Allociné donne une moyenne de 3,4⁄5, d'après l'interprétation de 35 critiques de presse.
Le film a engrangé 227 122 836 dollars au 30 mai 2025.

### Box-office
| Pays ou région | Box-office                        | Date d'arrêt du box-office | Nombre de semaines |
| -------------- | --------------------------------- | -------------------------- | ------------------ |
| États-Unis     | 197 413 515 $                     |                            | 12                 |
| France         | 2 485 349 entrées                 |                            | 12                 |
| Chine          | 10 793 488 entrées (64 464 772 $) |                            | 12                 |
| Total mondial  | 596 513 515 USD                   |                            | 12,                |

## Distinctions

### Sélection
- Festival de Cannes 2025 : hors compétition